# Bulbophyllum xanthum
Bulbophyllum xanthum là một loài phong lan thuộc chi Bulbophyllum.